# フランス・オープン (バドミントン)

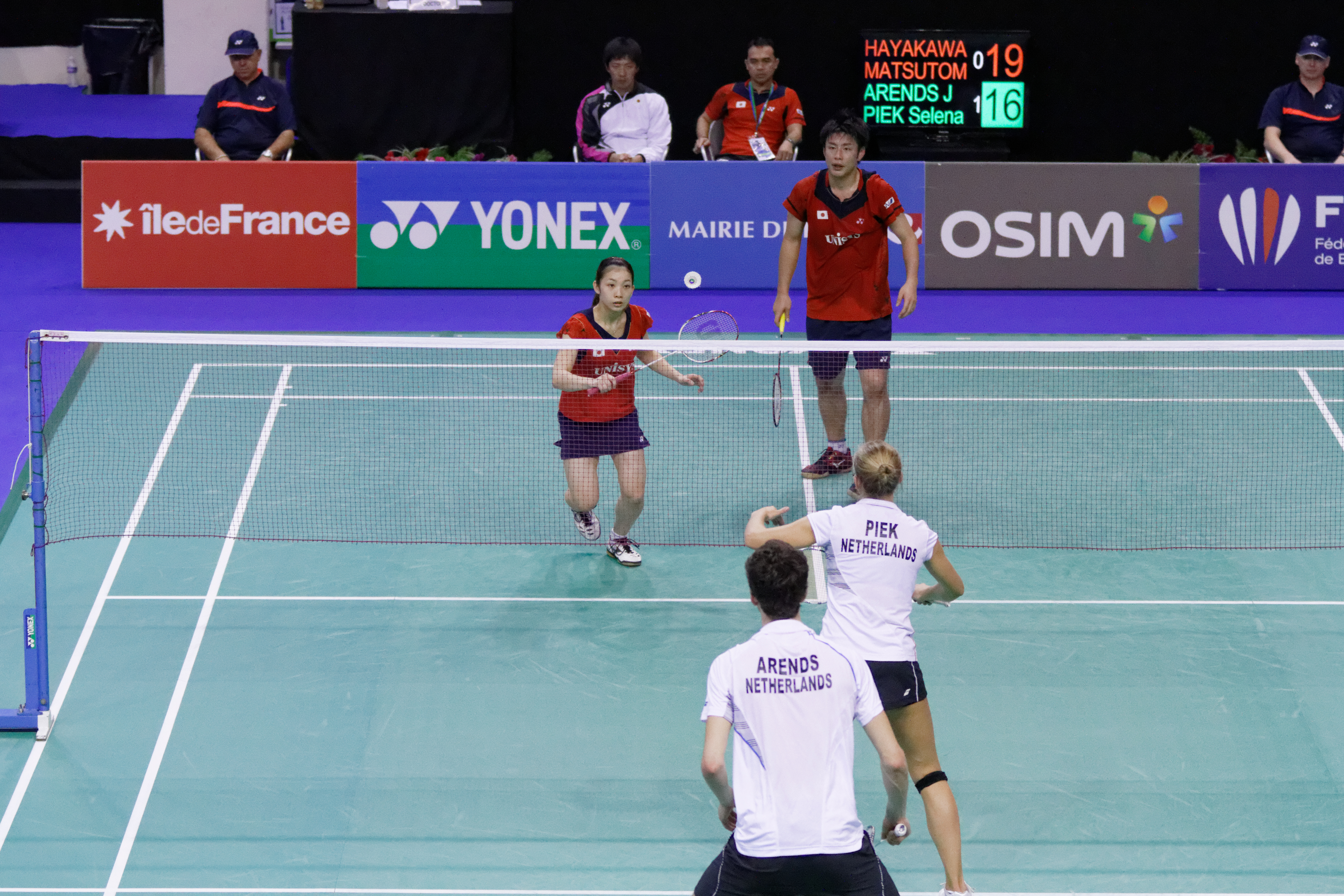
フランス・オープン2013

フランス・オープン（仏：Open de France、英：French Open）はフランスバドミントン連盟（Federation Francaise de Badminton）が主催し、フランスで1909年から開催されているバドミントンの国際大会。毎年10月にパリで開催されている。1915年から1934年までと1965年、1970年、1972年、1994年、2006年は開催されず。2007年にBWFスーパーシリーズの大会の一つとなった。それ以前は国際バドミントン界の主要な大会とはみなされていなかった。

## 優勝選手

### BWFスーパーシリーズ化以降
| 年   | 男子シングルス           | 女子シングルス           | 男子ダブルス                                                        | 女子ダブルス                                                        | 混合ダブルス                                                  |
| ---- | ------------------------ | ------------------------ | ------------------------------------------------------------------- | ------------------------------------------------------------------- | ------------------------------------------------------------- |
| 2024 | 石宇奇                   | 安洗塋                   | サトウィクサイラジ・ランキレッディ チラグ・シェッティ               | 陳清晨 賈一凡                                                       | 馮彥哲 黄東萍                                                 |
| 2023 | ジョナタン・クリスティー | 陳雨菲                   | キム・アストルプ アンダース・スカールプ・ラスムセン                 | 劉聖書 譚寧                                                         | 蒋振邦 魏雅欣                                                 |
| 2022 | ビクター・アクセルセン   | 何冰嬌                   | サトウィクサイラジ・ランキレッディ チラグ・シェッティ               | タン・パーリー ティナア・ムラリタラン                               | 鄭思維 黄雅瓊                                                 |
| 2021 | 常山幹太                 | 山口茜                   | 高成炫 申白喆                                                       | 李昭希 申昇瓚                                                       | 渡辺勇大 東野有紗                                             |
| 2019 | 諶龍                     | 安洗瑩                   | マルクス・フェルナルディ・ギデオン ケビン・サンジャヤ・スカムルジョ | 李昭希 申昇瓚                                                       | プラフィーン・ジョーダン メラティデファ・オクタフィアンティ   |
| 2018 | 諶龍                     | 山口茜                   | 韓呈愷 周昊東                                                       | 松本麻佑 永原和可那                                                 | 鄭思維 黄雅瓊                                                 |
| 2017 | スリカンス・キダンビ     | 戴資穎                   | 李哲輝 李洋                                                         | グレイシア・ポリー アプリヤニ・ラハユ                               | タトウィ・アーマド リリヤナ・ナトシール                       |
| 2016 | 石宇奇                   | 何冰嬌                   | マシアス・ボー カーステン・モーゲンセン                             | 陳清晨 賈一凡                                                       | 鄭思維 陳清晨                                                 |
| 2015 | リー・チョンウェイ       | カロリナ・マリン         | 李龍大 柳延星                                                       | 湯金華 黄雅瓊                                                       | 高成炫 金荷娜                                                 |
| 2014 | 周天成                   | 王適嫻                   | マシアス・ボー カーステン・モーゲンセン                             | 王暁理 于洋                                                         | タトウィ・アーマド リリヤナ・ナトシール                       |
| 2013 | ヤン・ウ・ヨルゲンセン   | 王適嫻                   | マルクス・フェルナルディ・ギデオン マルキス・キド                   | 包宜鑫 湯金華                                                       | 張楠 趙芸蕾                                                   |
| 2012 | ダレン・リュウ           | 三谷美菜津               | 高成炫 李龍大                                                       | 馬晋 湯金華                                                         | 徐晨 馬晋                                                     |
| 2011 | リー・チョンウェイ       | 汪鑫                     | 鄭在成 李龍大                                                       | 王暁理 于洋                                                         | ヨアシム・フィッシャー・ニールセン クリスティーナ・ペデルセン |
| 2010 | タウフィック・ヒダヤット | 王儀涵                   | マシアス・ボー カーステン・モーゲンセン                             | ドゥアン・アノン・アルンケソン クンチャラ・ウォラウィッチチャイクル | スディキット・プラパカモン サラリー・トントンカム             |
| 2009 | 林丹                     | 王儀涵                   | マルキス・キド ヘンドラ・セティアワン                               | 馬晋 王暁理                                                         | ノバ・ウィディアント リリヤナ・ナトシール                     |
| 2008 | ピーター・ゲード         | 王琳                     | マルキス・キド ヘンドラ・セティアワン                               | 杜婧 于洋                                                           | 何漢斌 于洋                                                   |
| 2007 | リー・チョンウェイ       | 謝杏芳                   | 傅海峰 蔡贇                                                         | 張亜雯 魏軼力                                                       | フランディ・リンペレ ヴィタ・マリッサ                         |
| 2005 | スタニスラフ・プホフ     | ピ・ホンヤン             | サイモン・モリーハス アンダース・クリスティアンセン                 |                                                                     |                                                               |
| 2004 | 陳金                     | ピ・ホンヤン             |                                                                     | 杜婧 于洋                                                           | 謝中博 于洋                                                   |
| 2003 | マルク・ツバイブラー     | ピ・ホンヤン             |                                                                     | 岩田良子 田井美幸                                                   |                                                               |
| 2002 | 羅毅剛                   | 謝杏芳                   | 程瑞 王偉                                                           | 張亜雯 趙婷婷                                                       | 鄭波 張亜雯                                                   |
| 2001 | アビイン・シャム・グプタ | ブレンダ・ベーンハッカー |                                                                     |                                                                     |                                                               |
| 2000 | シッダールト・ジェイン   | 井田貴子                 | 舛田圭太 大束忠司                                                   | Li Xu 錢虹                                                          |                                                               |